# Brejo Santo (tiểu vùng)
Brejo Santo là một tiểu vùng thuộc bang Ceará, Brasil. Tiều vùng này có diện tích 1892 km², dân số năm 2007 là 88043 người.